# Cuthred de Kent

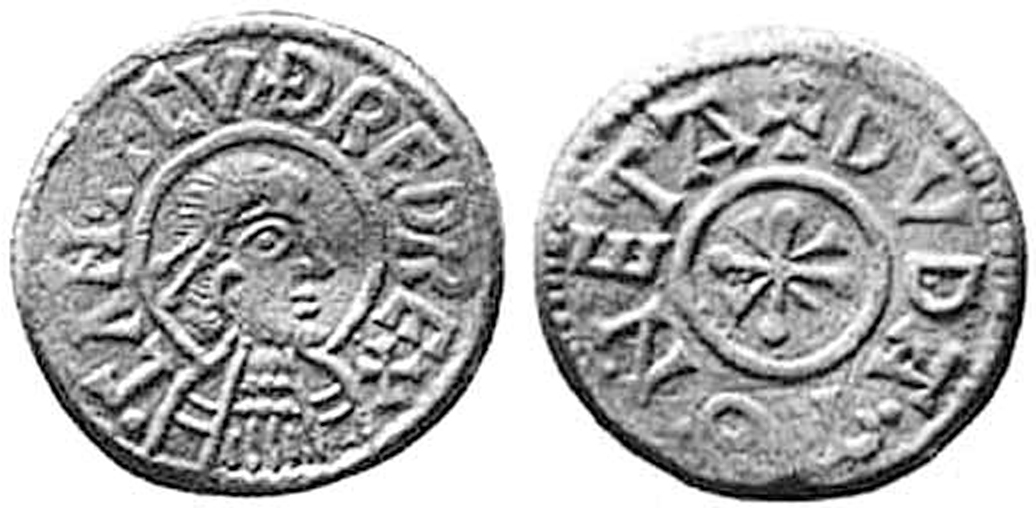
Moneda mostrando el nombre de Cuthred y su descripción.

Después de que la revuelta de Kent encabezada por Eadberht III Præn fuera sofocada por Coenwulf en 798, Cuthred fue establecido como rey de cliente. Durante su reinado, el Arzobispado de Lichfield fue formalmente abolido en el Concilio de Clovesho el 12 de octubre de 803, y el Arzobispado de Canterbury así recuperó el estatus del que Offa de Mercia había intentado privarlo. El reinado de Cuthred también vio las primeras razzias Vikingas en Kent. Tras su muerte en 807, Cœnwulf parece haber actuado como rey de Kent.
Cuthred murió en 807, según la Crónica anglosajona. Emita monedas y diplomas. Sus cartas supervivientes están datadas en 805, una el 26 julio 805, en el octavo año de su reinado, así que su ascensión se produjo entre el 27 julio 797 y 26 julio 798. En dos cartas emitidas por Cœnwulf, Rey de Mercia,  está descrito como hermano de ese rey.
Cuthred pudo haber tenido dos hijos llamados Cyneberht y Coenwald.